# ヴォルクヘイメリア
ヴォルクヘイメリア(Volkheimeria　"フォルクハイマーの"の意味)は真竜脚類に分類される 竜脚類恐竜の属である。ジュラ紀後期、約1億6000万年前に生息していた。化石はアルゼンチンで発見されている。タイプ種（唯一の種でもある）はV. chubutensisで1979年にホセ・ボナパルテ（ en）により記載されている。

## 参照
1. ↑  Leonardo Salgado; Rodolfo A. Coria (2005). “Sauropods of Patagonia: systematic update and notes on global sauropod evolution”. In Virginia Tidwell, Kenneth Carpenter. Thunder-Lizards: The Sauropodomorph Dinosaurs. Indiana University Press. pp. 495. ISBN 9780253345424